# King of the Rodeo
"King of the Rodeo" é o terceiro single do segundo álbum da banda americana Kings of Leon intutulado Aha Shake Heartbreak. Foi liberado em 2005 e chegou a posição n° 41 no UK Singles Chart.
A canção foi usada no primeiro episódio da segunda temporada da série de TV Entourage.

## Faixas
| CD single |                                         |         |  |
| N.º       | Título                                  | Duração |  |
| 1.        | "King of the Rodeo"                     | 2:25    |  |
| 2.        | "Taper Jean Girl" (Ao vivo da Bélgica)  | 3:13    |  |
| 3.        | "Molly's Chambers" (Ao vivo da Bélgica) |         |  |
| 4.        | "King of the Rodeo" (Video)             |         |  |

| CD single |                             |         |  |
| N.º       | Título                      | Duração |  |
| 1.        | "King of the Rodeo"         | 2:25    |  |
| 2.        | "Soft" (Ao vivo da Bélgica) | 3:02    |  |